# Kanoistika na Letních olympijských hrách 2012 – C1 slalom muži
Závod ve vodním slalomu C1 mužů na Letních olympijských hrách 2012 se konal na kanále Lee Valley White Water Centre ve Waltham Cross ve dnech 29.–31. července 2012. Z českých závodníků se jej zúčastnil Stanislav Ježek (5. místo), zlatou medaili získal Francouz Tony Estanguet.

## Program
Časy jsou uvedeny v UTC+1.
| Datum                    | Čas           | Fáze       |
| ------------------------ | ------------- | ---------- |
| neděle 29. července 2012 | 13:30 a 15:42 | rozjížďky  |
| úterý 31. července 2012  | 13:30         | semifinále |
| úterý 31. července 2012  | 15:06         | finále     |

Schéma rozestavení bran pro rozjížďky
Schéma rozestavení bran pro semifinále a finále

## Výsledky
| Pořadí           | Jméno                    | Rozjížďky | Rozjížďky | Rozjížďky | Rozjížďky | Rozjížďky | Rozjížďky | Semifinále  | Semifinále  | Semifinále  | Finále      | Finále      | Finále      |
| Pořadí           | Jméno                    | 1. jízda  | Pen.      | 2. jízda  | Pen.      | Nejlepší  | Pořadí    | Čas         | Pen.        | Pořadí      | Čas         | Pen.        | Pořadí      |
| ---------------- | ------------------------ | --------- | --------- | --------- | --------- | --------- | --------- | ----------- | ----------- | ----------- | ----------- | ----------- | ----------- |
| Zlatá medaile    | Tony Estanguet (FRA)     | 93,24     | 4         | 99,20     | 4         | 93,24     | 7.        | 101,67      | 0           | 3.          | 97,06       | 0           | 1.          |
| Stříbrná medaile | Sideris Tasiadis (GER)   | 96,12     | 4         | 92,83     | 2         | 92,83     | 4.        | 98,94       | 0           | 1.          | 98,09       | 0           | 2.          |
| Bronzová medaile | Michal Martikán (SVK)    | 139,46    | 50        | 90,56     | 0         | 90,56     | 1.        | 104,04      | 2           | 4.          | 98,31       | 0           | 3.          |
| 4.               | Ander Elosegi (ESP)      | 93,24     | 0         | 96,60     | 6         | 93,24     | 6.        | 104,04      | 2           | 4.          | 102,61      | 0           | 4.          |
| 5.               | Stanislav Ježek (CZE)    | 94,09     | 2         | 206,82    | 104       | 94,09     | 9.        | 104,37      | 4           | 7.          | 105,73      | 2           | 5.          |
| 6.               | Kynan Maley (AUS)        | 96,07     | 2         | 96,68     | 4         | 96,07     | 12.       | 105,49      | 2           | 8.          | 107,08      | 0           | 6.          |
| 7.               | Takuja Haneda (JPN)      | 101,13    | 6         | 92,72     | 0         | 92,72     | 3.        | 104,16      | 0           | 6.          | 110,62      | 2           | 7.          |
| 8.               | Benjamin Savšek (SLO)    | 90,83     | 0         | 203,42    | 110       | 90,83     | 2.        | 99,92       | 0           | 2.          | 219,95      | 108         | 8.          |
|                  |                          |           |           |           |           |           |           |             |             |             |             |             |             |
| 9.               | Grzegorz Kiljanek (POL)  | 101,03    | 2         | 93,50     | 0         | 93,50     | 8.        | 106,14      | 4           | 9.          | nepostoupil | nepostoupil | nepostoupil |
| 10.              | David Florence (GBR)     | 101,60    | 4         | 93,04     | 0         | 93,04     | 5.        | 106,16      | 2           | 10.         | nepostoupil | nepostoupil | nepostoupil |
| 11.              | Tcheng Č'čchiang (CHN)   | 95,68     | 0         | 96,06     | 2         | 95,68     | 11.       | 107,53      | 2           | 11.         | nepostoupil | nepostoupil | nepostoupil |
| 12.              | Alexandr Lipatov (RUS)   | 96,13     | 0         | 95,51     | 2         | 95,51     | 10.       | 109,49      | 0           | 12.         | nepostoupil | nepostoupil | nepostoupil |
|                  |                          |           |           |           |           |           |           |             |             |             |             |             |             |
| 13.              | Stefano Cipressi (ITA)   | 96,40     | 0         | 99,74     | 4         | 96,40     | 13.       | nepostoupil | nepostoupil | nepostoupil | nepostoupil | nepostoupil | nepostoupil |
| 14.              | Casey Eichfeld (USA)     | 97,04     | 2         | 102,02    | 4         | 97,04     | 14.       | nepostoupil | nepostoupil | nepostoupil | nepostoupil | nepostoupil | nepostoupil |
| 15.              | Christos Tsakmakis (GRE) | 165,79    | 54        | 105,22    | 4         | 105,22    | 15.       | nepostoupil | nepostoupil | nepostoupil | nepostoupil | nepostoupil | nepostoupil |
| 16.              | Sebastian Rossi (ARG)    | 109,41    | 8         | 107,52    | 4         | 107,52    | 16.       | nepostoupil | nepostoupil | nepostoupil | nepostoupil | nepostoupil | nepostoupil |
| 17.              | Rafail Vergojazov (KAZ)  | 125,49    | 8         | 225,23    | 106       | 125,49    | 17.       | nepostoupil | nepostoupil | nepostoupil | nepostoupil | nepostoupil | nepostoupil |

## Fotogalerie

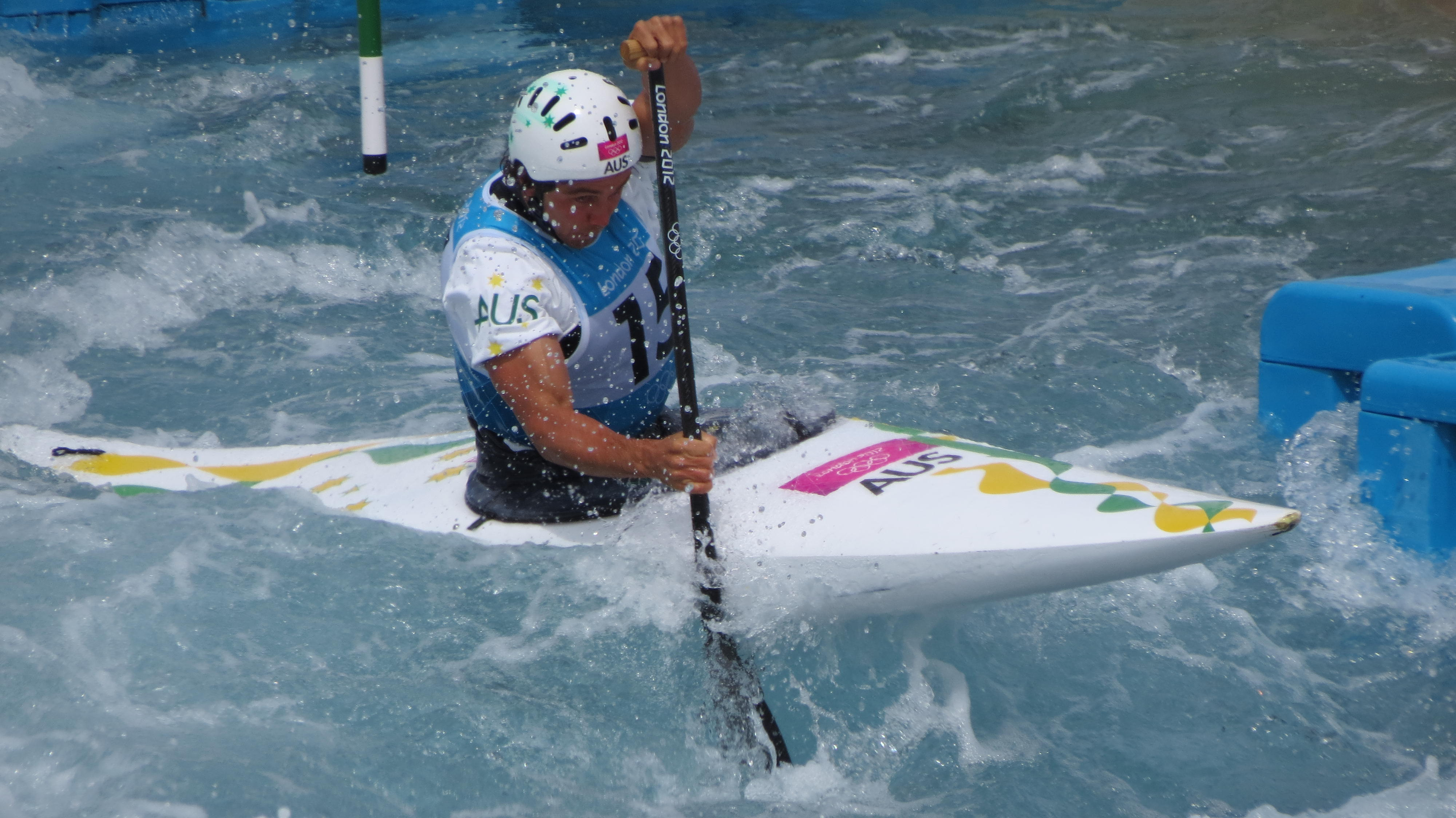
Kynan Maley